# Jennifer Higham
Jennifer Higham (26 de agosto de 1984) es una actriz británica que ha desempeñado numerosos papeles en teatro, televisión y cine.
Higham estudió en la escuela Misbourne en Great Missenden, Buckinghamshire. Ha aparecido en producciones como Crooked House interpretando a Ruth (2 episodios), Cassandra's Dream como Helen, Ella Enchanted como Olive, hermanastra de Ella y hermana de Hattie, Persuasion como Louisa Musgrove, Born and Bred como Amy Marl, Gideon's Daughter y Sobreviví como Jennifer.
También ha trabajado en teatro, incluyendo una temporada en Actors of the London Stage, donde interpretó a Julieta (entre otros roles) en la producción de Romeo y Julieta.